# Gary Prado Salmón

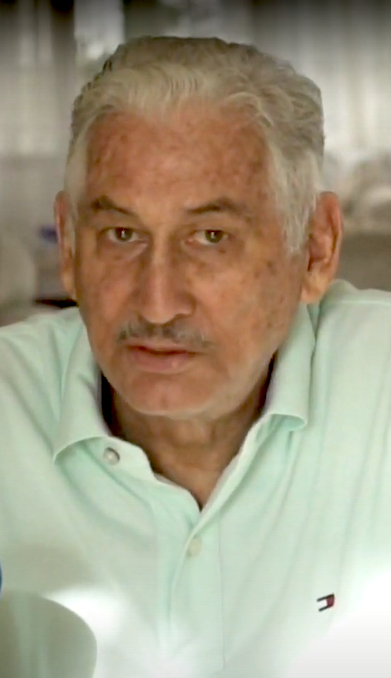
Gary Prado Salmón (2020)

Gary Prado Salmón (* 15. November 1938 in Rom, Italien; † 6. Mai 2023 in Santa Cruz de la Sierra, Bolivien) war ein langjähriger bolivianischer Militär und Diplomat.

## Leben
Prado Salmón stammt aus einer militärisch geprägten Familie, der Vater war Teil einer Gruppe Offiziere, die im Chaco-Krieg gedient hatten und anschließend für eine mehrjährige Weiterbildung nach Italien gereist waren. Nach der Geburt von Gary Prado Salmón brach der Zweite Weltkrieg aus und die Familie Prado Salmón kehrte zurück nach Bolivien, wo dieser aufwuchs. Ab 1946 lebte die Familie für drei Jahre in Guadalupe, später für einige Jahre in London.
Er erhielt eine militärische Ausbildung und war Hauptmann einer Rangers-Abteilung, welche am 9. Oktober 1967 Che Guevara bei La Higuera gefangen nahm. Er gab Che zwei Astoria-Zigaretten, die der Asthmatiker in der Pfeife rauchte. Che gab ihm zwei Rolex Oyster Perpetuals, eine davon von Carlos Coello („Tuma“) für dessen Sohn. Bei der Exekution am Folgetag war er nicht zugegen.
Am 4. Juli 1974 setzte Gary Prado Salmón mit Raúl López Leyton das motorisierte Regiment „Tarapacá“ nach La Paz in Marsch und forderte die Demokratisierung des Regimes von Hugo Banzer Suárez und die Bestrafung der hohen Funktionsträger, welche sich bereichert hatten. Die Bewegung lief sich tot und die Protagonisten gingen ins Exil und die Militärs wurden stillschweigend wieder in die Armee integriert.
Vom 24. November 1978 bis 19. November 1979 war Gary Prado Salmón in der Regierung von David Padilla Planungs- und Koordinationsminister.
Im Mai 1981 hatten Anhänger der rechtsgerichteten Falange Socialista Boliviana unter dem Gesundheitsminister Banzers Carlos Valverde Barbery die Erdölförderanlage Tita von Occidental Petroleum in Santa Cruz de la Sierra besetzt. Gary Prado Salmón war Führer der Soldatengruppe, die die Anlage wiedereinnehmen sollte. Dabei wurde er am 2. Mai 1981 durch Eigenbeschuss aus der VIII. Division verletzt, seine Lunge wurde perforiert und die Wirbelsäule verletzt, sodass er anschließend auf einen Rollstuhl angewiesen war.
Nach der Beendigung seiner militärischen Karriere im Jahr 1989 war er in der Partei Movimiento de Izquierda Revolucionaria aktiv, die von 1989 bis 1993 mit Jaime Paz Zamora den Präsidenten stellte. Von dieser Regierung wurde er von 1990 bis 1993 als bolivianischer Botschafter nach Großbritannien gesandt. Von 2000 bis 2002 war er Botschafter in Mexiko.
Gary Prado Salmón war ein Protagonist der Separationsbewegung des Departamento Santa Cruz. Die bolivianische Justiz beschuldigte Prado Salmón, sich mit dem Söldner Eduardo Rózsa zum Mord an Evo Morales verabredet zu haben. Er stritt dies ab und sah in den Anschuldigungen eine List der kubanischen Berater von Evo Morales. Nach dem Ende der Präsidentschaft Morales’ wurden er und die anderen Beschuldigten freigesprochen.
Prado Salmón starb 2023 im Alter von 84 Jahren.

## Veröffentlichungen
- Poder y Fuerzas Armadas 1949–1982. Editorial Los amigos del libro, La Paz, 1984, ISBN 84-8370-063-8.
- The defeat of Che Guevara. Praeger, New York u. a., 1990, ISBN 0-275-93211-7.
- Cómo capturé al Che. Ediciones B, Barcelona, 1987, ISBN 84-7735-429-4.
- El otro lado del puente, Punto, y Coma. Ed. Punto y Coma, Santa Cruz de la Sierra, 1989.
- mit Edgar Claure Paz: Han secuestrado al presidente. Ed. Punto y Coma, Santa Cruz de la Sierra, 1990.